# Osttimoresisch-somalische Beziehungen
Die Beziehungen zwischen Osttimor und Somalia beschreiben das zwischenstaatliche Verhältnis der Demokratischen Republik Osttimor (Timor-Leste) und der Bundesrepublik Somalia. 

## Geschichte
Die Osttimor und Somalia sind Mitglieder der g7+-Staaten, über die zahlreiche Kontakte zwischen den beiden Staaten stattfinden. Beide Staaten gehören außerdem zur Bewegung der Blockfreien Staaten, zur Organisation Afrikanischer, Karibischer und Pazifischer Staaten und zur Gruppe der 77.
Beim Weltwirtschaftsforum in Davos trafen sich Osttimors Präsident José Ramos-Horta und Somalias Präsident Hassan Sheikh Mohamud am 21. Januar 2025, um die gemeinsame Arbeit in den g7+ zu bekräftigen.

## Diplomatie
Die beiden Staaten verfügen über keine diplomatische Vertretungen im jeweils anderen Land.

## Wirtschaft
Für 2018 gibt das Statistische Amt Osttimors keine Handelsbeziehungen zwischen der Demokratischen Republik Kongo und Osttimor an.